# 新諾瓦基
51°4′57″N 28°16′38″E / 51.08250°N 28.27722°E
新諾瓦基（烏克蘭語：Нові Новаки），是烏克蘭北部的村莊，隸屬日托米爾州的科羅斯滕區。該村始建於1888年，面積0.45平方公里，海拔高度189米，2001年人口112，人口密度每平方公里248.89人。